# زيد اشكناني
زيد أشكناني وُلِد في 24 مايو 1994 هو سائق سباقات كويتي سابق. شارك في سلسلة GP3 لعام 2015 مع فريق كامبوس رايسينغ.

## المسيرة الرياضية

### تحدي بورشه جي تي 3 – الشرق الأوسط
بدأ أشكناني مسيرته في تحدي بورشه جي تي 3 – الشرق الأوسط عام 2012، ونجح منذ موسمه الأول في الصعود إلى منصة التتويج. وفي موسمه الثاني، تُوّج بالبطولة بعد أن حقق ثلاثة انتصارات وثمانية مراكز على منصة التتويج. أما في موسم 2014–2015، فقد خسر اللقب في السباق النهائي، حيث تُوّج كليمنس شميد بالبطولة بفارق اثنتي عشرة نقطة أمام أشكناني.

### سلسلة GP3
في 12 فبراير 2015، أعلن فريق كامبوس رايسينغ انضمام زيد أشكناني إلى صفوفه للمشاركة في موسم 2015.

## سجل السباقات

### ملخص مسيرة زيد أشكناني في السباقات
| الموسم  | السلسلة                                  | الفريق                                   | السباقات | الانتصارات | مراكز الانطلاق الأولى | أسرع لفات | المنصات | النقاط   | الترتيب النهائي |
| ------- | ---------------------------------------- | ---------------------------------------- | -------- | ---------- | --------------------- | --------- | ------- | -------- | --------------- |
| 2012–13 | بطولة بورشه GT3 الشرق الأوسط             | بوزيد جي تي (BuZaidGT)                   | 12       | 0          | 0                     | 0         | 1       | 169      | السادس          |
| 2013    | بطولة بريطانيا للفورمولا فورد            | إس دبليو بي موتورسبورت (SWB Motorsport)  | 3        | 0          | 0                     | 0         | 0       | 0        | لم يُصنّف ‡       |
|         | آداك فورمِل ماسترز (ADAC Formel Masters)  | إتش إس إنجينيرينغ (HS Engineering)       | 3        | 0          | 0                     | 0         | 0       | 0        | المركز 21       |
|         | بورشه سوبر كاب                           | تحدي كأس بورشه الشرق الأوسط              | 2        | 0          | 0                     | 0         | 0       | 0        | لم يُصنّف ‡       |
| 2013–14 | بطولة بورشه GT3 الشرق الأوسط             | بوزيد جي تي (BuZaidGT)                   | 12       | 3          | 4                     | 3         | 8       | 245      | الأول           |
| 2014–15 | بطولة بورشه GT3 الشرق الأوسط             | بوزيد جي تي (BuZaidGT)                   | 12       | 2          | 4                     | 4         | 10      | 228      | الثاني          |
| 2015    | سلسلة GP3                                | كامبوس رايسينغ (Campos Racing)           | 18       | 0          | 0                     | 0         | 0       | 0        | المركز 24       |
| 2016    | بورشه سوبر كاب                           | ليشنر رايسينغ الشرق الأوسط               | 10       | 0          | 0                     | 0         | 0       | 52       | المركز 10       |
| 2017    | بورشه سوبر كاب                           | إم آر إس جي تي رايسينغ (MRS GT-Racing)   | 11       | 0          | 0                     | 0         | 1       | 74       | التاسع          |
|         | كأس بورشه كاريرا ألمانيا                 | —                                        | 2        | 0          | 0                     | 0         | 0       | 9        | المركز 25       |
|         | —                                        | —                                        | 2        | 0          | 0                     | 0         | 0       | 0        | لم يُصنّف ‡       |
| 2018    | بورشه سوبر كاب                           | إم آر إس جي تي رايسينغ (MRS GT-Racing)   | 10       | 0          | 0                     | 0         | 1       | 83       | التاسع          |
|         | كأس بورشه كاريرا ألمانيا                 | —                                        | 2        | 0          | 0                     | 0         | 0       | 0        | لم يُصنّف ‡       |
| 2019    | سلسلة بلانبان GT للتحمّل                  | دايناميك موتورسبورت (Dinamic Motorsport) | 5        | 1          | 0                     | 0         | 1       | 31       | المركز 8        |
|         | كأس GT ضمن ألعاب الاتحاد الدولي للسيارات | فريق الكويت (Team Kuwait)                | 1        | 0          | 0                     | 1         | 0       | غير متاح | المركز 14       |
| 2022–23 | بطولة الشرق الأوسط – فئة GT3             | فريق الكويت – إم آر إس جي تي رايسينغ     | —        | —          | —                     | —         | —       | —        | —               |

### نتائج بورشه سوبر كاب حسب المواسم:
| السنة | الفريق                     | 1                  | 2                  | 3                    | 4                    | 5                   | 6                       | 7                | 8                | 9                | 10               | 11              | الترتيب   | النقاط |
| ----- | -------------------------- | ------------------ | ------------------ | -------------------- | -------------------- | ------------------- | ----------------------- | ---------------- | ---------------- | ---------------- | ---------------- | --------------- | --------- | ------ |
| 2013  | تحدي كأس GT3 الشرق الأوسط  | كاتار (CAT)        | موناكو (MON)       | سيلفرستون (SIL)      | نوربورغرينغ (NÜR)    | هنغارورينغ (HUN)    | إسبانيا (SPA)           | مونزا (MNZ)      | ياس مارينا (YMC) | 15               | ياس مارينا (YMC) | 17              | لم يُصنّف ‡ | 0 ‡    |
| 2016  | ليشنر رايسينغ الشرق الأوسط | كاتار (CAT) 8      | موناكو (MON) 21    | ريد بل رينغ (RBR) 12 | سيلفرستون (SIL) 19   | هنغارورينغ (HUN) 10 | هوكنهايم (HOC) 15       | إسبانيا (SPA) 10 | مونزا (MNZ) 10   | كوتا (COA) 24†   | كوتا (COA) 10    | —               | العاشر    | 52     |
| 2017  | إم آر إس جي تي رايسينغ     | كاتار (CAT) 9      | كاتار (CAT) انسحاب | موناكو (MON) 4       | ريد بل رينغ (RBR) 11 | سيلفرستون (SIL) 13  | هنغارورينغ (HUN) انسحاب | إسبانيا (SPA) 12 | إسبانيا (SPA) 8  | مونزا (MNZ) 2    | المكسيك (MEX) 14 | المكسيك (MEX) 6 | التاسع    | 74     |
| 2018  | إم آر إس جي تي رايسينغ     | كاتار (CAT) انسحاب | موناكو (MON) 6     | ريد بل رينغ (RBR) 6  | سيلفرستون (SIL) 6    | هوكنهايم (HOC) 8    | هنغارورينغ (HUN) 4      | إسبانيا (SPA) 2  | مونزا (MNZ) 18   | المكسيك (MEX) 16 | المكسيك (MEX) 5  | —               | التاسع    | 83     |

‡ بما أن أشكناني كان سائقًا ضيفًا، فلم يكن مؤهلاً للحصول على النقاط.
† لم يُكمل السائق السباق، لكنه اعتُبر مُصنّفًا لأنه أنهى أكثر من 75٪ من مسافة السباق.

### النتائج الكاملة لسلسلة GP3
| السنة                | الفريق         | 1         |
| -------------------- | -------------- | --------- |
| 2015                 | كامبوس رايسينغ | كاتالونيا |
| (السباق الرئيسي): 11 | كاتالونيا      |           |
| (السباق القصير): 15  | ريد بُل رينغ    |           |
| (الرئيسي): 18        | ريد بُل رينغ    |           |
| (القصير): 14         | سيلفرستون      |           |
| (الرئيسي): 22        | سيلفرستون      |           |
| (القصير): 22         | هنغارورينغ     |           |
| (الرئيسي): 20        | هنغارورينغ     |           |
| (القصير): 16         | سبا فرانكورشان |           |
| (الرئيسي): 14        | سبا فرانكورشان |           |
| (القصير): 18         | مونزا          |           |
| (الرئيسي): 13        | مونزا          |           |
| (القصير): 15         | سوتشي          |           |
| (الرئيسي): 20        | سوتشي          |           |
| (القصير): 19         | البحرين        |           |
| (الرئيسي): 17        | البحرين        |           |
| (القصير): 13         | ياس مارينا     |           |
| (الرئيسي): 19        | ياس مارينا     |           |
| (القصير): 21         | 24             | 0         |

## روابط خارجية
- الموقع الرسمي
- زيد اشكناني سجل المهنة من DriverDB.com